# Ugljenična zvezda
Ugljenična zvezda (C-tip zvezde) je tipično asimptotska džinovska grana zvezda, svetleći crveni džin, čija atmosfera sadrži više ugljenika nego kiseonika. Dva elementa se kombinuju u gornjim slojevima zvezde, formirajući ugljen monoksid, koji troši većinu kiseonika u atmosferi, ostavljajući atome ugljenika slobodnim da formiraju druga jedinjenja ugljenika, dajući zvezdi „čađavu“ atmosferu i upadljivo rubinsko crveni izgled. Postoje i neke patuljaste i superdžinovske ugljenikove zvezde, a uobičajene džinovske zvezde se ponekad nazivaju klasičnim ugljeničnim zvezdama da bi se razlikovale.
Kod većine zvezda (kao što je Sunce), atmosfera je bogatija kiseonikom nego ugljenikom. Obične zvezde koje ne pokazuju karakteristike ugljeničnih zvezda, ali su dovoljno hladne da formiraju ugljen-monoksid nazivaju se zvezdama bogatim kiseonikom.
Ugljenične zvezde imaju veoma karakteristične spektralne karakteristike, i prvi ih je po spektru prepoznao Anđelo Seki tokom 1860-ih, pionirskog perioda u astronomskoj spektroskopiji.

## Spoljašnje veze
- List of 110 carbon stars. Includes HD number; secondary identification for most; position in right ascension and declination ; magnitude; spectrum;  magnitude range (for variable stars); period (of variability cycle).